# Phân lớp Sổ
Phân lớp Sổ (Dilleniidae) là một danh pháp thực vật ở cấp độ phân lớp.
Định nghĩa của phân lớp này thay đổi theo hệ thống phân loại được sử dụng; yêu cầu duy nhất là nó phải bao gồm họ Sổ (Dilleniaceae). Wikipedia chấp nhận hệ thống APG III trong đó không sử dụng các danh pháp thực vật chính thức ở cấp độ cao hơn bộ và vì thế trong phạm vi Wikipedia thì tên gọi này sẽ không được định nghĩa về mặt phân loại học.
Hệ thống được nhiều người biết đến có sử dụng tên gọi này là hệ thống Cronquist và trong phiên bản nguyên gốc năm 1981 của hệ thống này thì định nghĩa của phân lớp Sổ là:
- Phân lớp Dilleniidae
bộ Dilleniales - bộ Sổ
bộ Theales - bộ Chè
bộ Malvales - bộ Cẩm quỳ
bộ Lecythidales - bộ Lộc vừng
bộ Nepenthales - bộ Nắp ấm
bộ Violales - bộ Hoa tím
bộ Salicales - bộ Liễu
bộ Capparales - bộ Màn màn
bộ Batales - bộ Lê mộc
bộ Ericales - bộ Thạch nam
bộ Diapensiales - bộ Nham mai
bộ Ebenales- bộ Thị, hồng, cậy, mun
bộ Primulales - bộ Anh thảo

APG II và APG III đưa các loại thực vật trong phân lớp này vào các nhánh asterids và rosids.